# Amaury Epaminondas
Amaury Epaminondas Junqueira (* 25. Dezember 1935 in Barretos, São Paulo; † 31. März 2016), auch bekannt unter dem Spitznamen Mareco, war ein brasilianischer Fußballspieler, der im offensiven Mittelfeld und in der Sturmreihe aufgeboten wurde. Die erste Hälfte seiner aktiven Karriere verbrachte er in Brasilien, die zweite Hälfte in Mexiko.

## Leben
Amaury Mareco begann seine Profikarriere 1956 beim CR Vasco da Gama und wechselte dann zum São Paulo FC, bei dem er fünf Jahre unter Vertrag stand und gleich in seiner ersten Saison (1957) die Staatsmeisterschaft von São Paulo gewann. 
Ende 1961 bzw. im Laufe des Jahres 1962 wechselte er zum mexikanischen Verein Club Deportivo Oro, der zu jener Zeit der sportlich stärkste Stadtrivale des „Serienmeisters“ Chivas Guadalajara war. In der Saison 1962/63 lieferten sich der CD Oro und der Meister der vergangenen vier Jahre, Chivas, ein Kopf-an-Kopf-Rennen um den Titel, das bis zum letzten Spieltag anhielt, an dem die beiden Vereine sich im direkten Duell gegenüberstanden. Oro gewann das Spiel mit 1:0 und somit zum ersten und auch einzigen Mal die Fußballmeisterschaft von Mexiko. Mit seinen 19 Treffern hatte Amaury nicht nur entscheidenden Anteil an diesem Erfolg, sondern wurde auch noch Torschützenkönig der mexikanischen Primera División. Auch in den Spielzeiten 1964/65 (ebenfalls in Diensten des CD Oro) und 1966/67 (für seinen nächsten Verein Toluca) wurde Amaury – mit jeweils 21 Saisontreffern – Torschützenkönig der mexikanischen Liga. Dem Deportivo Toluca FC verhalf er damit entscheidend zu seinem ersten Meistertitel im Profifußball.

## Erfolge

### Verein
- Mexikanischer Meister: 1962/63 (mit Oro), 1966/67 (mit Toluca)
- Staatsmeister von São Paulo: 1957 (mit São Paulo FC)

### Persönlich
- Torschützenkönig der mexikanischen Primera División: 1962/63, 1964/65 und 1966/67